# Ferdinand Aurin
Ferdinand Georg Herrmann Aurin (* 23. Juli 1863 in Frankfurt (Oder); † 1942) war ein deutscher Ministerialbeamter.

## Leben
Nach dem Besuch des Lyzeums im elsässischen Straßburg ging Ferdinand Aurin an die dortige Universität zum Studium, das er in Freiburg im Breisgau und in Berlin fortsetzte. Er studierte Mathematik, Physik, Geografie und Staatswissenschaften. Sein Staatsexamen für den öffentlichen Dienst legte Aurin im Jahr 1888 ab und im darauffolgenden Jahr promovierte er in Straßburg zum Dr. phil. Danach war er zunächst in Straßburg im Lehrfach tätig. Im Jahr 1892 wechselte er in das Reichsversicherungsamt in Berlin, wo er bis 1906 wirkte. 1906 erhielt Aurin eine Stelle als technischer Rechnungsbeamter in der Rechnungsstelle des Reichsamtes des Innern. 1908 wurde er zum Regierungsrat. 1911 trug Aurin Kaiser Wilhelm II. über die englische Arbeiterversicherung vor, die mit ihrem Einschluss des Risikos der Arbeitslosigkeit das deutsche Vorbild in einem entscheidenden Punkt überholte. Ab 1913 arbeitete er wieder im Reichsversicherungsamt. 1915 wurde Aurin zum Geheimen Regierungsrat befördert. 1918 war Aurin Geheimrat, Vortragender Rat und Regierungsrat im Reichswirtschaftsamt und Referent für Statistik. Hier erarbeitete er die versicherungsmathematischen Grundlagen für die Reichsversicherungsordnung. Ab 1919 arbeitete er im Reichsarbeitsamt im Arbeitsgebiet Sozialversicherungen. 1920 wurde Aurin zum Ministerialrat ernannt. 1925 setzte sich Aurin mit 62 Jahren als Pensionär in Freiburg im Breisgau zur Ruhe. Er arbeitete an der Universität Freiburg als Lehrbeauftragter für Versicherungswissenschaft.
Sein Hauptbetätigungsfeld war das Versicherungswesen, insbesondere die Sozialversicherung. Darüber publizierte Ferdinand Aurin auch einige Aufsätze in zeitgenössischen Fachzeitschriften oder hielt Vorträge, wie 1913 in seiner Geburtsstadt Frankfurt.

## Familie
Ferdinand Aurin war mit Elisabeth, geborene Haas, verheiratet. Aus der Ehe gingen die drei Töchter Irmgard, Elisabeth und Hedwig hervor. Die Familie wohnte in den 1910er Jahren in Friedenau im Haus Ringstraße 41 (seit 1962: Dickhardtstraße). Nach seiner Pensionierung wohnte Aurin in Freiburg im Breisgau im Haus Lorettostraße 36.

## Schriften (Auswahl)
- Untersuchungen über die Bewegung dreier Massenpunkte bei Geltung des Newton'schen Attractionsgesetzes. Inaugural-Dissertation, der Philosophischen Facultät der Albert-Ludwigs-Universität Freiburg zur Erlangunge der Doctorwürde vorgelegt von Ferdinand Aurin aus Strassburg im Elsass. Strassburger Druckerei und Verlagsanstalt, vormals R. Schultz & Co., Strassburg 1889 (eingeschränkte Vorschau in der Google-Buchsuche).
- Beamten-Krankenversicherung. Vortrag, Frankfurt a. O., Trowitzsch, 1913.
- (mit Karl Maria Heimann und Josef Eckert): Reichsknappschaftsgesetz in der neuen amtlichen Fassung, 1926, mit Nachtrag 1 (1927) und Nachtrag 2 (1928).